# Snyder (Texas)
Snyder és una població dels Estats Units a l'estat de Texas. Segons el cens del 2000 tenia 10.783 habitants.

## Demografia
Segons el cens del 2000, Snyder tenia 10.783 habitants, 4.980 habitatges, i 2.880 famílies. La densitat de població era de 485,2 habitants per km².
Dels 4.980 habitatges en un 34,9% hi vivien nens de menys de 18 anys, en un 55,3% hi vivien parelles casades, en un 11,8% dones solteres, i en un 29,2% no eren unitats familiars. En el 26,5% dels habitatges hi vivien persones soles el 14,2% de les quals corresponia a persones de 65 anys o més que vivien soles. El nombre mitjà de persones vivint en cada habitatge era de 2,56 i el nombre mitjà de persones que vivien en cada família era de 3,1.
Per edats la població es repartia de la següent manera: un 27,8% tenia menys de 18 anys, un 10,5% entre 18 i 24, un 24% entre 25 i 44, un 20,8% de 45 a 60 i un 16,9% 65 anys o més.
L'edat mediana era de 36 anys. Per cada 100 dones de 18 o més anys hi havia 83,9 homes.
La renda mediana per habitatge era de 31.016 $ i la renda mediana per família de 37.392 $. Els homes tenien una renda mediana de 30.033 $ mentre que les dones 17.609 $. La renda per capita de la població era de 16.647 $. Aproximadament el 13,7% de les famílies i el 17% de la població estaven per davall del llindar de pobresa.

## Poblacions més properes
El següent diagrama mostra les poblacions més properes.